# North Wraxall
North Wraxall – wieś w Anglii, w hrabstwie Wiltshire. Leży 56 km na północny zachód od miasta Salisbury i 149 km na zachód od Londynu. W 2001 miejscowość liczyła 348 mieszkańców.